# Комарницкий, Антон Аполлинариевич
Антон Аполлинариевич Комарни́цкий (1923—1995) — советский и  украинский киносценарист, журналист.

## Биография
Родился 6 октября 1923 года в селе Оринин (ныне Каменец-Подольский район, Хмельницкая область, Украина). В 1952 году окончил Черновицкий университет.
В 1953—1967 годах работал в газете «Советская Буковина» (Черновцы), с 1967 года — в газете «Прикарпатская правда» (Ивано-Франковск), в 1967—1968, 1971—1972 годах — в газете «Вечерний Киев».
В 1968—1971 годах работал в обществе «Знание».
В 1972—1974 годах был редактором Украинской студии телевизионных фильмов. С 1974 года — внештатный сценарист этой студии.
Умер 12 ноября 1995 года в Киеве.

## Фильмография
- Советское Прикарпатье
- Знакомьтесь, Советская Украина
- Золотой сентябрь
- Воссоединение
- Звездные времена Азовстали
- Сталевары
- Улыбнись, малыш
- Командармы индустрии
- Председательствующий корпус
- Стратеги науки

## Награды и премии
- Государственная премия УССР имени Т. Г. Шевченко (1986) — за документальные фильмы «Командармы индустрии», «Главенствующий корпус», «Стратеги науки»